# یواس‌اس کارلان (ای‌ام‌اس-۴۴)
یواس‌اس کارلان (ای‌ام‌اس-۴۴) (به انگلیسی: USS Courlan (AMS-44)) یک کشتی بود که طول آن ۱۳۶ فوت (۴۱ متر) بود. این کشتی در سال ۱۹۴۲ ساخته شد.